# عبد الله براك
عبد الله براك العمري (مواليد 25 أكتوبر 1999) هو لاعب كرة قدم سعودي لعب سابقاً في نادي قلوة.